# Benjamin Kidd
Benjamin Kidd (9 de septiembre de 1858 – 2 de octubre de 1916) fue un sociólogo y filósofo anglo-Irlandés, nacido en una familia de modestos ingresos en el condado de Clare, Irlanda, el 9 de septiembre de 1858. Su padre, también Benjamin, era miembro de la Policía Real Irlandesa a nivel local, lo que significó que la educación del joven Benjamin fuera más bien limitada. Tan pronto como fue posible -en 1877- Benjamin se incorporó al departamento de impuestos internos en una capacidad de menor importancia, trabajando en Londres sin mayor relevancia por los siguientes diecisiete años. Durante ese periodo contrajo matrimonio con Emma Isabel Perry con quien tuvo tres hijos.
Sin embargo Kidd tenía un espíritu inquisitivo, dedicando su tiempo libre a los estudios. El resultado fue la publicación en 1894 de una obra titulada “Social Evolution”, que logró un rápido éxito a nivel internacional, llegando a ser traducida a numerosos idiomas, incluyendo el español, alemán, francés, sueco, ruso, arábico, chino, japonés. En ese libro analizaba las teorías sociales prevalentes en la época y proponía una nueva teoría de la evolución social basada en las religiones. La recepción original de la obra fue tal que Kidd fue comparado a los proponentes de la teoría de evolución, teoría atómica, etc, como proveyendo las bases de "la "ciencia de la sociología', que antes no existían". La influencia de la obra se puede juzgar por el hecho que todavía se publican ediciones de la misma..
El éxito de su trabajo le permitió abandonar el servicio público y en 1898 viajó extensivamente a través de EE. UU., Canadá, y Sudáfrica. Estos recorridos resultaron en una serie de artículos comisionados por The Times y publicados más adelante bajo título “The Control of the Tropics”. En estos artículos Kidd enfatizo el papel que la fuerza desempeñó en el desarrollo del imperialismo, junto al origen y consecuencias del uso de esa fuerza, especialmente para la civilización occidental.
En 1902 publicó sus “The Principles of Western Civilisation” que no fue tan bien recibido como sus dos anteriores, siendo descrito como demasiado largo y obtuso. En este libro Kidd extendía y reiteraba las ideas expuestas en sus obras anteriores. (Traducción española -Principios de la civilización occidental- 1903): las civilizaciones surgen y expanden como resultado de la voluntad de los sacrificios de individuos por el bien común, pero finalmente decaen cuando esa voluntad de sacrificios es suplantada por una conducta racional de perseguir el interés individual. En el pasado, esa voluntad -"supraracional"- de sacrificio ha sido dirigida por las religiones en aras de una tribu o nación, pero con la aparición del cristianismo ese sacrificio es en aras de la humanidad. Contraponiéndose a esa voluntad de sacrificio esta la persecución del interés individual, propugnado por el racionalismo de la Ilustración. En un artículo de 1909 Eugeni d'Ors calificó este libro de “obra magnífica”.
En mayo de 1908 Kidd dio la Clase Magistral Herbert Spencer en la Universidad de Oxford, titulada “Individualism and After”, fue posteriormente publicada como: "Herbert Sepencer and after'.
En 1911 escribió el artículo “Sociology” para esa edición de la Enciclopedia Británica.
Kidd empezó en 1910 a escribir su “The Science of Power” (Ciencia del Poder) obra que sería la culminación de su visión y publicada póstumamente en 1918, de nuevo con gran éxito internacional -fue traducida, entre otros idiomas, al alemán, italiano, francés, ruso, sueco, arábico- En ella Kidd reitera su sugerencias acerca del papel que en la evolución de la civilización occidental ha jugado la fuerza guiada por un ideal y el conflicto de esa visión con la "individualismo racional" y sugiere que ese proceso está produciendo las condiciones de una catástrofe, requiriendo entonces un nuevo ideal. Propone que la mujer será el gran poder que creara el entusiasmo por ese nuevo ideal.
Benjamin Kidd murió de una enfermedad cardíaca, en Croydon, Inglaterra el 2 de octubre de 1916.

## Obra
La importancia de Kidd descansa no tanto en sus sugerencias sociológicas o filosóficas. Kidd no pasa quizás de ser un pensador secundario, sin herederos intelectuales directos, siendo general -y erróneamente- percibido como un racista e imperialista o un darwinista social conservador. El problema -desde este punto de vista- es que las propuestas de Kidd son no solo complejas sino que no fueron expresadas con el rigor necesario. Adicionalmente, fueron modificadas a través del tiempo. Sin embargo se ha aducido que su obra refleja y anticipa temas y desarrollos que, por un lado, tuvieron gran influencia en desarrollos posteriores en las ciencias sociales y, en el otro (político-cultural) culminaron en las obras de Bergson, Sorel, Jung, Teilhard de Chardin.
En ese contexto es importante recordar que se ha postulado que tanto el fascismo como el nazismo fueron parte de una rebelión temprana en el siglo XX. Tanto los valores como las aproximaciones a la ciencia y la política que formaban la base de la civilización occidental fueron percibidas como superadas reliquias del racionalismo iluminista, junto al liberalismo y universalismo que ese racionalismo originó. Tanto esas ideologías como los desarrollos intelectuales que los antecedieron buscaron transcender lo que se percibía como la decadencia del occidente.
Quizás la verdadera importancia de Kidd es la de ser un escritor realmente de su época. Crook (op. cit) sugiere que: "Kidd es mejor interpretado como reflejando las ambigüedades de su época, tanto las evasiones intelectuales como las contribuciones perdurables. Siguiendo su carrera, se le permite al biógrafo, como a un geologista histórico, tomar un ejemplo representativo de las rocas y estratos de este periodo particular". En otras palabras, Kidd reflejó y anticipó -a veces intuitiva, a veces críticamente- desarrollos ideológico-culturales de comienzos del siglo XX - el Zeitgeist de esa época. En las palabras de Kidd mismo: "un gran desastre se aproxima".. "errores que tomo dos grandes guerras para eliminar'.
En general. Kidd es parte de un movimiento que buscó incorporar las ideas de Darwin al estudio de las sociedades. Adicionalmente el trabajo de Kidd contenía un fuerte ataque a las percepciones socialistas, especialmente a las sugerencias de Marx, lo que lo hizo popular entre quienes buscaban una justificación para creencias religiosas. y quienes buscaban argumentos a favor de gobiernos fuertes pero no socialistas En otras palabras. la obra de Kidd fue popular entre un público "derechista". Como Hofstadter argumenta (op. cit) la terminología de Darwin fue simplemente utilizada por algunos a fin de apoyar sus prejuicios ya existentes.
La visión de Kidd se sustentaba en el presupuesto que las emociones constituyen el centro de aglutinamiento de las civilizaciones. La razón -en su opinión- es egoísta y de corto plazo y, consecuentemente, de no gran importancia en la construcción de sociedades: “El poder en la civilizaciones descansa en la emoción colectiva, no en la razón”. La razón solo provee intereses individuales, pero la existencia de sociedades demanda el sacrificio de esos intereses -incluso la vida misma: "solo por razones individuales ningún hombre se sacrificó por su patria o por su rey. Nunca nadie sacrificó el goce de sus intereses personales por el bienestar de su raza. Pero sin ese sacrificio ni la familia ni la tribu ni las naciones pueden comenzar ni continuar existiendo".
Principal entre esas emociones es el deseo de obtener "el ideal" que, en la práctica histórica, es provisto por las religiones. Adicionalmente, las religiones proveen un motivo "supra-racional" para el sacrificio de los intereses individuales. En la historia de la evolución social, el sacrificio individual -sancionado por la religión- siempre se encuentra al comienzo de las grandes culturas. Cuando el actuar basado en esas religiones es reemplazado por el basado en la razón, la sociedad y la cultura decaen. Eso, hasta la aparición del cristianismo, que llama al sacrificio no por una tribu o nación, pero por la humanidad. El desarrollo que esa religión originó acabó dando lugar a un nuevo desafío por parte de la razón, bajo la forma de un llamado por la libertad e "igualdad de oportunidades", lo que finalmente llevó a la aparición del socialismo, que amenaza destruir todo lo construido.
El otro punto central de la visión de Kidd es la importancia de la fuerza, especialmente en la elevación a la primacía del Occidente. En su opinión, es un hecho que no sido lo suficientemente reconocido que “Nuestra civilización ha sido dada a luz como resultado de un proceso de fuerza sin paralelos en la historia de la raza.. Por épocas inmemorable el combativo macho europeo se ha desbordado a través de Europa en sucesivas olas de avance y conquista, venciendo, exterminando, aplastando, dominando, tomando posesión. Los más aptos, que han sobrevivido esas sucesivas olas de conquista, son los más aptos por el derecho de la fuerza y en virtud de un proceso de selección militar, probablemente el más largo en la historia, el más duro, probablemente el más elevan al que la raza ha sido sometida”. El “macho de la civilización occidental ha llegado a ser por la fuerza de las circunstancias el supremo animal de combate de la creación. La Historia y la Selección natural lo han hecho lo que es” y "ha introducido el espíritu de la guerra” en “todas las instituciones que ha creado” y “la creencia que la fuerza es el principio último del mundo”.
Consecuentemente ese “combativo macho europeo” es en realidad un pagano, que genuflecta pero no entiende ni acepta en su corazón la validez de “una religión que es la total negación de la fuerza”. “El pagano ha conquistado el mundo por la fuerza y por la fuerza lo controla.”
Es importante mantener presente que los grupos sociales a los que Kidd otorga tanta importancia no son grupos consanguíneos sino de ideas. Kidd rechaza específicamente -como incivilizadora y representativa del pensamiento racionalista que busca el interés del individuo- las propuestas de Francis Galton -padre de la Eugenesia- comparándolas con la "ética" de la doctrina militar del Estado Mayor prusiano aduciendo que cuando escucho por primera vez su exposición entendió:
(1) Que el darwinismo es la suma y la flor de la peculiar ciencia de occidente, una amalgama de increíble conocimiento e incomparable ignorancia.
(2) Que el conocimiento característico del Oeste, que ha sido condensado en la ciencia no es nada sino la forma organizada de la doctrina de la supremacía de la fuerza material.
(3) Que esta característica ciencia de la fuerza no puede nunca llegar a ser la ciencia de la civilización, pero que como está incorporada en el Oeste, tanto en el Estado Militar como en la lucha económica, está avanzando a través de una catástrofe que conmoverá al mundo a una bancarrota histórica insoluble.
Sin embargo, la falta de un lenguaje cuidadoso, el uso de términos tales como "raza", el "macho europeo", "eficiencia social", la presentación del uso de la fuerza como de beneficio a la sociedad europea, base y justificación de la existencia del sistema colonial que se ve amenazado por demandas de libertad, solidaridad, etc, parecen hacer difícil argüir frente al público europeo -particularmente en esa época- que ese uso de la fuerza solo correspondió en el pasado a lo que Kipling llamó La carga del hombre blanco (civilizar al resto del mundo). Eso, junto a un mensaje central que la catástrofe que Kidd prevé se basa en una lucha entre naciones por recursos crecientemente escasos, parecen posibilitar una lectura "militarista" de su obra.

## Citas y referencias
1. ↑   New York Times (15-4-1894): Revision de Social Evolution
2. ↑  D'Ors, Eugeni (1982). «Del Liberalisme a l'Imperialisme».  En Josep Murgades, ed. Glosari (en catalán). Barcelona: Edicions 62 (publicado el 12-VII-1909). p. 92.
3. ↑  D.P Crook: Bio-Politics in the 1890s: Benjamin Kidd and ‘Social Evolution’
4. ↑   Richard Hofstadter (1992): Social Darwinism in American thought
5. ↑   David Paul Crook (1984): Benjamin Kidd: portrait of a social Darwinist
6. ↑   Zeev Sternhell and Hans Sluga: MUTINY ON BOARD MODERNITY: HEIDEGGER, SOREL AND. OTHER FASCIST INTELLECTUALS.
7. ↑   Revision (1894) de “Social Evolution” en The Economic Journal
8. ↑   Geoffrey M. Hodgson (2005) Generalizing Darwinism to Social Evolution: Some Early Attempts
9. ↑   John A. Hobson (1895) Mr. Kidd’s Social Evolution
10. ↑   John Offer Herbert Spencer: critical assessments, Volume 2
11. ↑   Michael Knoll (2009) From Kidd to Dewey: the origin and meaning of 'social efficiency'
12. ↑   Eric Michael Johnson Deconstructing Social Darwinism Part III
13. ↑   Kidd cita el siguiente ejemplo del manual militar de ese organismo: "debería permitirse a las mujeres y los niños, los viejos y los enfermos abandonar un área que va a ser bombardeada? Por el contrario, su presencia es altamente deseable: hace el bombardeo mucho mas eficiente".- "The Science of Power, pp 72
14. ↑  B. Kidd: "The Science of Power", pp 77-78